# Històries d'Andròmeda
Històries d'Andròmeda (アンドロメダ・ストーリーズ, Andoromeda Sutōrīzu) és una sèrie manga escrita per Ryu Mitsuse i il·lustrada per Keiko Takemiya. Va ser serialitzada de novembre de 1980 a novembre de 1982, primer per Kōdansha a la revista Manga Shōnen Monthly i després per Asahi Sonorama a la revista Duo. Posteriorment es va recopilar en tres volums tankōbon.
Toei Animation va fer-ne un especial de televisió, emès per primera vegada a la cadena japonesa Nippon Television el 22 d'agost de 1982. Aquest especial va ser doblat i emès per TV3 al català el 26 de desembre de 1984.

## Argument
Al planeta Àstria de la galàxia d'Andròmeda, l'Imperi Cosmoralià està a punt de casar el príncep Ítaca amb la princesa Lilia d'Ayodoya, la qual cosa el convertiria en el rei Astralta III. Malauradament, la lluna de mel de la feliç parella s'interromp quan les màquines sinistres d'un altre planeta aterren i envaeixen Àstria, amb la intenció d'erradicar tota la vida, controlar les ments humanes i transformar el planeta verd en un erm mecànic habitat només per formes de vida artificials. Després que el rei i els seus ministres siguin assimilats per les màquines alienígenes, la reina Lilia i el seu fill nounat, el príncep Jimsa, han de fugir d'Àstria. No obstant això, els nadius d'Àstria no són conscients que els exiliats del planeta Murat (l'origen de l'enemic) han estat criant selectivament els llinatges reials i el príncep Jimsa és el fruit final dels seus esforços, destinat a liderar la resistència contra les màquines extraterrestres.

## Doblatge
| Personatge | Japonès           | Català          |
| ---------- | ----------------- | --------------- |
| Jimsa      | Tōru Furuya       | Pep Torrents    |
| Iru        | Toshiko Fujita    |                 |
| Kuf        | Hidekatsu Shibata | Felip Peña      |
| Balga      | Keiichi Noda      | Enric Arquimbau |
| Lilia      | Miyuki Ueda       | Aurora García   |
| Affle      | Mami Koyama       | Belén Roca      |
| Narrador   | Yoshio Kaneuchi   | Juan Lluch      |

## Rebuda
David F. Smith de Newtype USA esmenta: "És una barreja d'idees complicada. Després de Terra, però, ningú en aquest continent s'hauria de sorprendre del que és capaç Takemiya".